# Eugène Devic
Eugène Devic (Lione, 24 ottobre 1858 – 1930) è stato un neurologo francese.
Studiò medicina nella città natale sotto gli insegnamenti dell'internista Léon Bouveret (1850-1929). Più tardi lavorò presso l'Hôpital de la Croix-Rousse e l'Hôtel-Dieu de Lyon.
Devic svolse attività di ricerca su numerosi disturbi neurologici, tra cui la corea infantile, i gliomi cerebrali e sui tumori del corpo calloso. È stato inoltre coinvolto negli studi sulla febbre tifoide e negli aspetti neurologici connessi con la malattia.
Nel 1894 Devic e il suo allievo Fernand Gault descrissero una rara condizione nervosa che colpiva il midollo spinale e i nervi ottici e che assomigliava alla sclerosi multipla. Oggi questo disturbo viene definito come malattia di Devic o neuromielite ottica (NMO).